# 苏俄交通人民委员部
交通人民委员部是1918年—1923年苏维埃俄国中央政府（即苏俄人民委员会）设置的交通主管机关。

## 历史
1917年11月7日十月革命爆发后，俄国共产党（布尔什维克）取得了政权。1917年11月9日凌晨五时，第二次全俄罗斯苏维埃代表大会通过了《关于成立工农政府的决定》，设置铁道事务人民委员会，铁道人民委员暂缺。其前身机关为沙俄交通部。
苏俄人民委员会1918年2月27日发布命令，内河运输管理机关移交给最高国民经济委员会。
第五次全俄罗斯苏维埃代表大会1918年7月10日通过《俄罗斯社会主义联邦苏维埃共和国宪法》，其第四十三条规定设立十七个人民委员部，其中有交通人民委员部。
1921年，交通人民委员部被授予汽车管理、畜力运输、有轨电车运输、装卸、各种货物转运等管理职能。
1921年12月9日，全俄中央执行委员会与劳动国防委员会采纳了捷尔任斯基的建议，颁布了《关于保护仓库、货棚、粮库，以及铁路与航道设施的命令》，成立了铁路运输军事保卫部。沿革迄今为“俄罗斯联邦交通基础设施保卫总局”。
1923年苏俄交通人民委员部改组为苏联交通人民委员部。

## 历任人民委员
| 苏俄交通人民委员                          | 任期                          |
| ----------------------------------------- | ----------------------------- |
| 马尔克·季莫菲耶维奇·叶利扎罗夫 列宁的姐夫 | 1917年11月21日 —1918年1月20日 |
| 弗拉基米尔·伊万诺维奇·涅夫斯基            | 1918年1月20日 — 1918.2.24     |
| 阿列克谢·加夫里罗维奇·罗戈夫              | 1918.2.24 — 1918.5.9          |
| 彼得·阿列克谢耶维奇·科博泽夫              | 1918.5.9 — 1918.6             |
| 弗拉基米尔·伊万诺维奇·涅夫斯基            | 1918.6.25 — 1919.3.15         |
| 列昂尼德·鮑里索維奇·克拉辛                | 1919.3.30 — 1920.3.20         |
| 列夫·达维多维奇·托洛茨基                  | 1920.3.30 — 1920.12.10        |
| 阿列克山德拉·伊万诺维奇·埃莫沙诺夫        | 1920.12.10 — 1921.4.14        |
| 费利克斯·埃德蒙多维奇·捷尔任斯基          | 1921.4.14 — 1923.7.6          |